# Toška

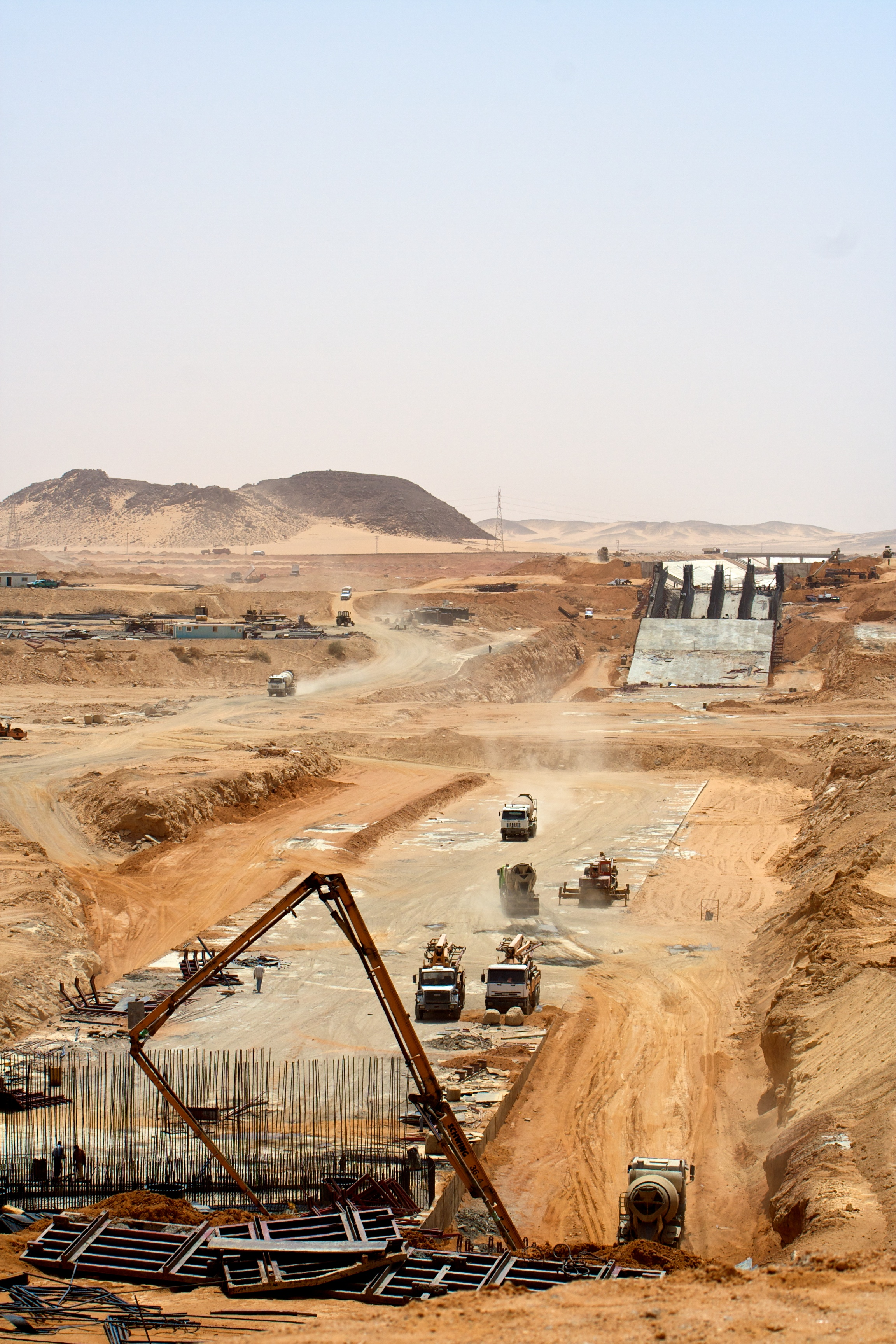
Budování přivaděče pro nové jezero

Toška (arabsky بحيرات توشكى‎) je projekt egyptské vlády, který si klade za cíl vytvořit obyvatelnou zemi v saharské poušti, má tak být dosaženo přivedením vody z Nilu a vytvoření nových jezer, která by měla vzniknout jižně od oázy Charga. Na tuto oázu se plánuje silniční napojení.

## Vize
Toška je podle egyptské vlády projektem tisíciletí, do dnes pustých oblastí se díky zavlažovacím projektům a obrovským investicím mají v následujících letech přestěhovat miliony lidí. Cílem projektu je přivést prostřednictvím systému kanálů vodu do prolákliny uprostřed pouště a vytvořit nová jezera a města kolem něj. Zdrojem vody je Násirovo jezero a nově vytvořená oblast byla již dříve pojmenována Nové údolí.
Po vybudování systému kanálu pro přivedení vody by mělo vzniknout nové místo pro 3 miliony obyvatel a dva tisíce kilometrů čtverečních úrodné půdy a polí. Nová města s kompletní infrastrukturou a sídlišti s jmény jako Paříž, Revoluce nebo Nový Asuán.

## Obecně

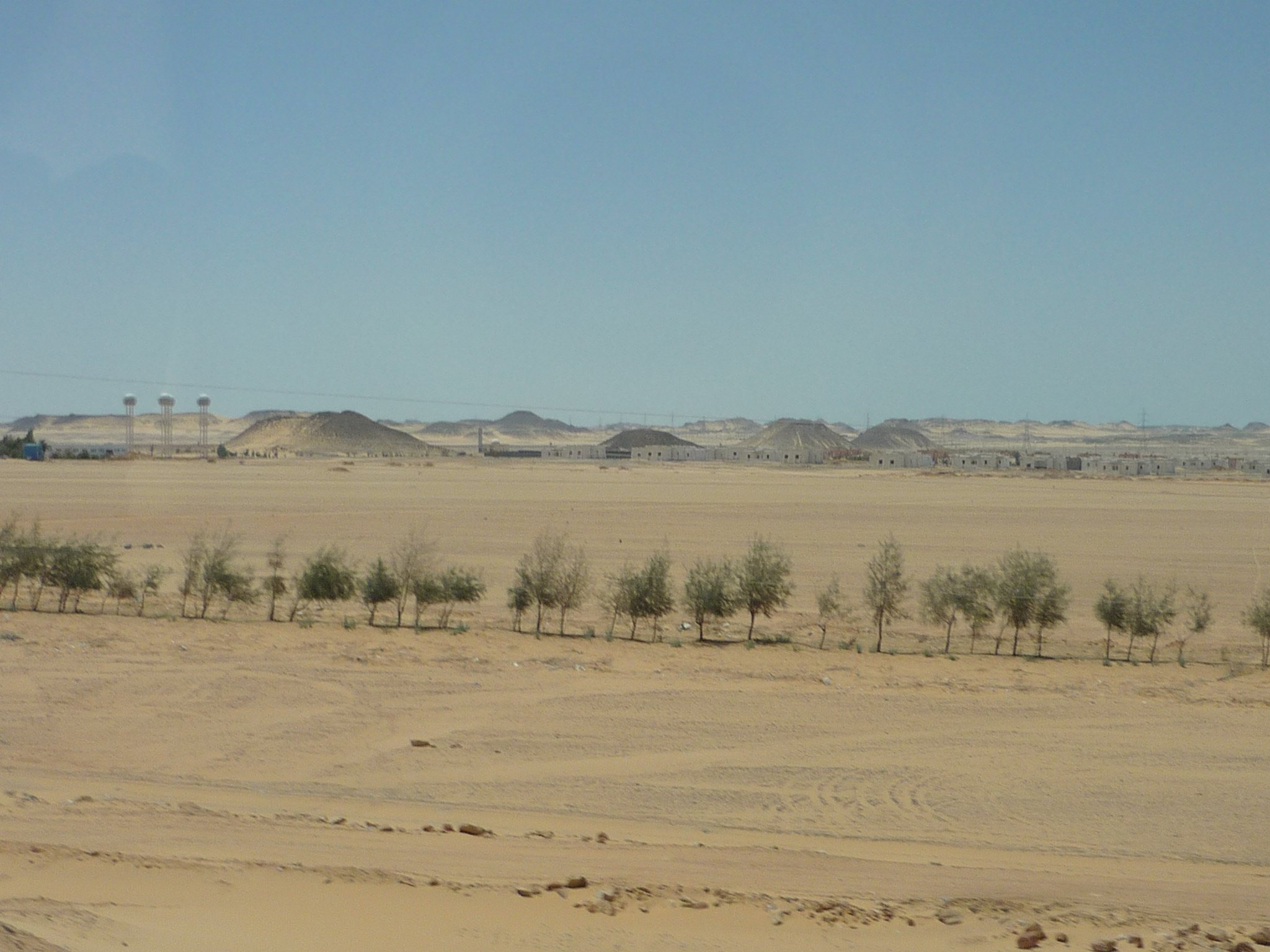
Budování města v Novém údolí

Odhadované náklady na projekt jsou nejméně 70 miliard dolarů a doba realizace 10 let. Hlavním přívodem vody by měl být Sadatův kanál, do kterého je z Násirova jezera čerpána voda přes čerpací stanici.

## Historie
S plány na tento projekt již před 50 lety přišel tehdejší prezident Násir, který nechal vybudovat Asuánskou přehradu. V roce 1997 začal Husní Mubárak realizovat další plány a kroky k tomuto projektu.

## Negativa
Jako velmi kontroverzní je zmiňováno odvedení velkého množství vody z Násirova jezera a tudíž i z řeky Nil, na které je závislé 160 milionů Afričanů. Obavy vyvolává růst populace v Súdánu a Egyptě kde by měly během několika desetiletí přibýt desítky milionů obyvatel a voda z Nilu bude o to vzácnější. Navíc je také ve výstavbě několik přehrad na horním toku např. v Súdánu.
Velkým problémem při realizaci tohoto projektu je, že se celý projekt nachází uprostřed Saharské pouště kde jsou extrémní teploty a dochází zde k obrovskému odpařování vody.

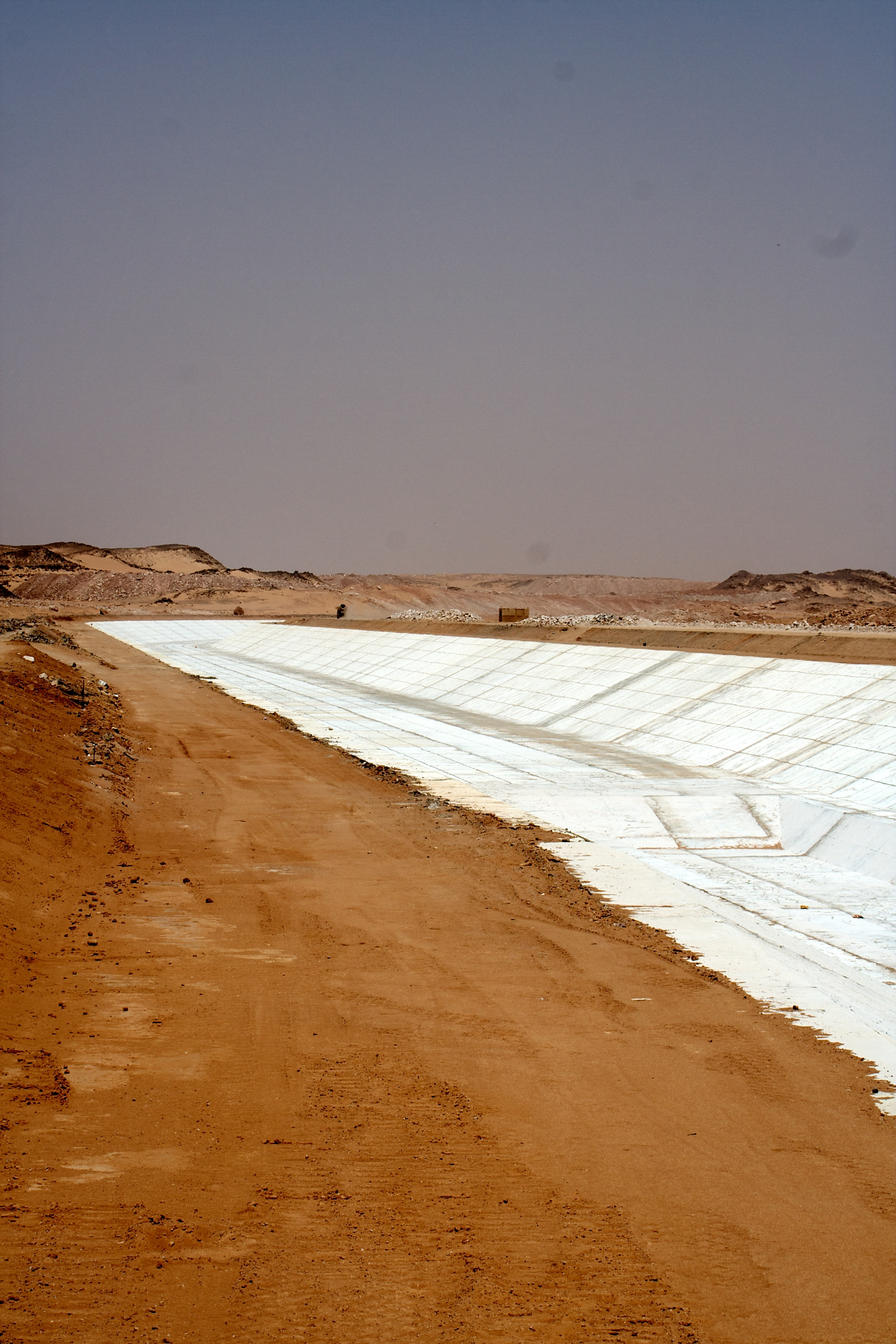
Stavba kanálu